# Cruzeiro da Fortaleza
Cruzeiro da Fortaleza este un oraș în unitatea federativă Minas Gerais (MG), Brazilia.